# Jean-Baptiste d'Ornano
Pour les autres membres de la famille, voir d'Ornano.
Jean-Baptiste d'Ornano, né en 1581 à Sisteron et mort en 1626 au château de Vincennes, marquis de Montlaur, fut maréchal de France (1626)

## Biographie

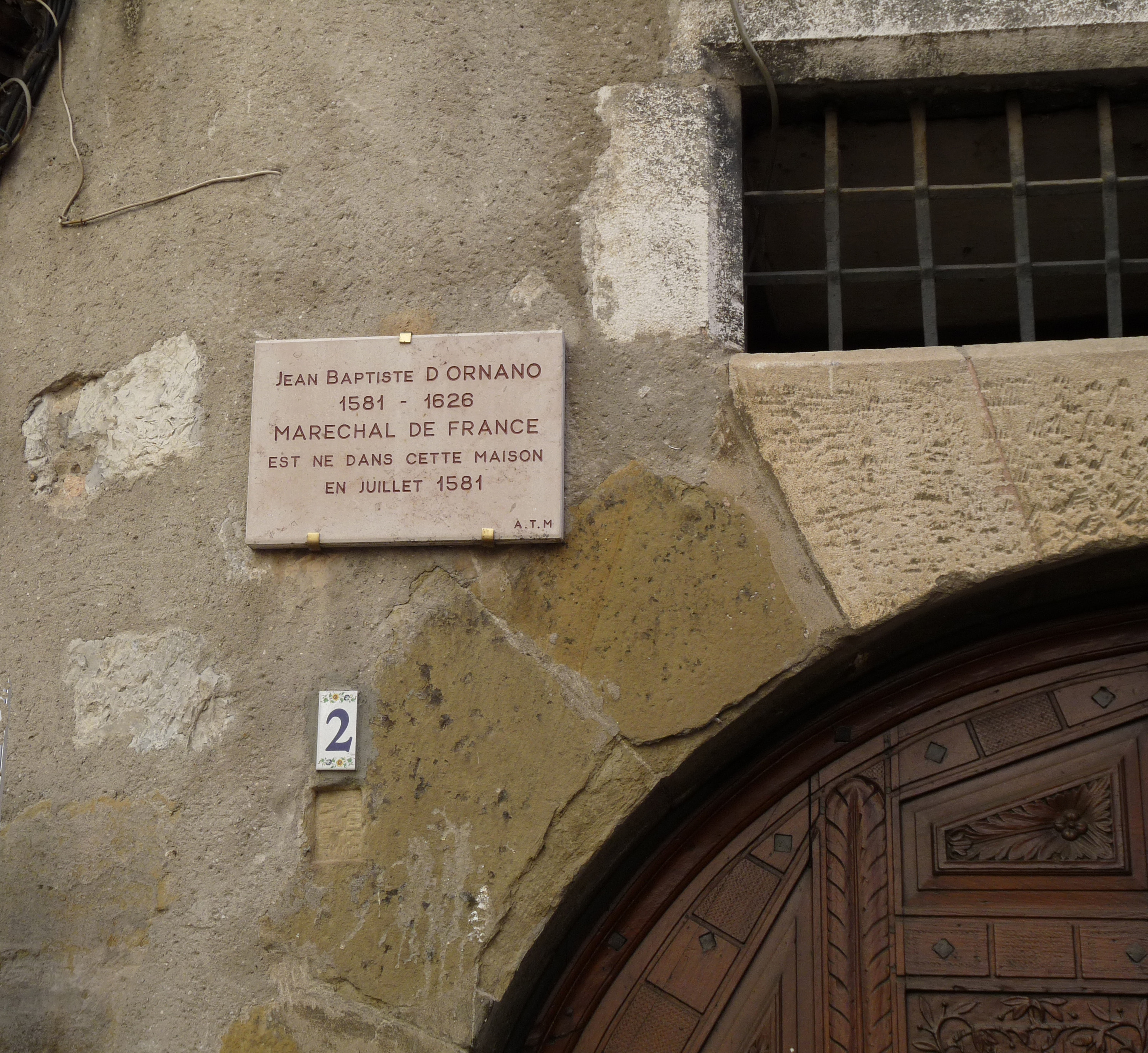
Maison natale à Sisteron

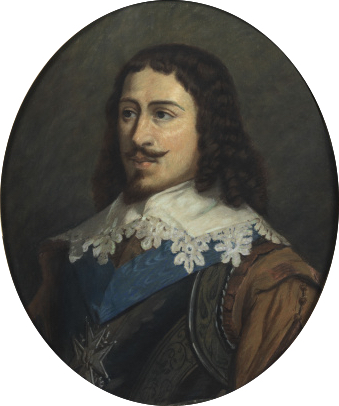
Vue d'artiste du maréchal d'Ornano (1861)

Fils aîné d’Alphonse d'Ornano et petit-fils de Sampiero Corso, Jean-Baptiste d'Ornano naquit à Sisteron, en 1581. Il avait à peine quatorze ans que déjà il commandait une compagnie de chevau-légers au siège de La Fère (1596).
Nommé colonel-général du régiment corse d'Ornano, à la place de son père, le 20 septembre 1597, il se signale dans la guerre de Savoie, à l'attaque du fort Sainte-Catherine de Songy, et maintint la Guyenne et le Languedoc sous l'obéissance de Louis XIII (Henri IV plutôt, non?). Ce prince lui donna la lieutenance-générale de Normandie, et les gouvernements particuliers de Quillebeuf, de Pont-de-l'Arche et du Pont-Saint-Esprit, en échange de celui du Château Trompette (Bordeaux).
D'Ornano déplut à la cour, lorsque le maréchal d'Ancre y exerçait son influence ; mais la faveur du connétable de Luynes, son parent, se réfléchit sur lui.
En 1611, il épouse la comtesse Marie de Modène-Montlaur, marquise d'Aubenas, dont il n'aura pas d'enfants.
Le 1er octobre 1619, Louis XIII  lui confia les fonctions de précepteur de son frère Gaston d'Orléans,  devenues vacantes par la mort du comte du Lude, François de Daillon. La même année, il fut fait chevalier du Saint-Esprit.
Le colonel d'Ornano, doué d'un extérieur avantageux et d'une imagination active, était fait pour les succès qui tiennent à l'intrigue. L'époque était favorable au développement des dispositions de ce genre. D'Ornano, avec une sévérité habilement tempérée, prit un ascendant rapide sur l'esprit de son élève, et il s'en promit un résultat brillant pour lui-même, en suggérant à Gaston le désir d'être admis au conseil du roi. Le prince avait à peine seize ans ; et il insista pour obtenir cette haute participation aux affaires, d'autant plus qu'on lui représentait que sa demande acquérait un nouveau poids par la considération de la stérilité de la reine.
Le marquis de La Vieuville, qui dirigeait alors le Conseil de Louis XIII, n'eut pas de peine à desservir d'Ornano, et à le faire enfermer à la Bastille, puis transférer au château de Caen. Mais bientôt La Vieuville lui-même, par une vicissitude de cour, perdit sa liberté : le duc d'Orléans réclama son précepteur avec une chaleur qui ne fut pas infructueuse. Il le nomma premier gentilhomme de sa chambre, et surintendant-général de sa maison : la reconnaissance enhardit d'Ornano. Le prince demanda pour son fidèle conseiller le brevet de maréchal de France, et d'Ornano le reçut le 7 avril 1626. Ces honneurs couvraient les préparatifs de sa perte[réf. nécessaire].
Richelieu, qui n'avait pu le gagner[réf. nécessaire], lui imputa la résistance de Gaston au mariage avec Mlle de Montpensier que lui proposait la cour. Le 4 mai 1626, Louis XIII donna l'ordre d'arrêter une seconde fois le nouveau maréchal, qui se trouvait impliqué dans la première conspiration du jeune Gaston contre Richelieu (« la conspiration de Chalais »). De Fontainebleau, on le conduisit au château de Vincennes, où il mourut le 2 septembre 1626.
On soupçonna qu'il avait été empoisonné[réf. nécessaire]. La monarchie fut bien embarrassée du sort de ce prisonnier encombrant, haut personnage, lorsqu'il mourut de maladie dans son cachot insalubre. Après le comte de Chalais, bouc émissaire de la conspiration, d'Ornano tombait lui aussi victime de la versatilité de Gaston qui décima les rangs de ses complices successifs. Le duc d'Orléans ne parut point affecté de cette mort : il avait fait ses preuves d'indifférence, en abandonnant Chalais aux ressentiments de ses ennemis.
Le maréchal d'Ornano, qu'Arnauld d'Andilly a loué dans ses Mémoires, n'eut point de postérité. Ses restes furent rendus à son épouse, qui lui fit ériger un magnifique tombeau dans l'église d'Aubenas, celui-ci se trouve aujourd'hui dans la Chapelle Saint-Benoît d'Aubenas. On peut consulter, outre les Mémoires du temps, la vie du maréchal d'Ornano, par Carrant, secrétaire des commandements de Gaston, imprimée d'après les mss. de la bibliothèque de Saint-Germain-des-Prés, dans le Conservateur, août et septembre 1760.

## Armoiries
| Figure | Nom du prince et blasonnement |
|        | Écartelé: aux 1 et 4, de gueules, à la tour donjonnée d'or maçonnée de sable; aux 2 et 3, d'or au lion de gueules, au chef d'azur chargé d'une fleur-de-lis d'or. |